# Lejops chrysostomus
Lejops chrysostomus är en tvåvingeart som först beskrevs av Christian Rudolph Wilhelm Wiedemann 1830.  Lejops chrysostomus ingår i släktet sävblomflugor, och familjen blomflugor. Inga underarter finns listade i Catalogue of Life.